# Helgonet (film)
Helgonet (engelska The Saint) är en amerikansk action-thriller från 1997 i regi av Phillip Noyce med Val Kilmer i huvudrollen som Simon Templar. Filmen hade Sverigepremiär den 16 maj 1997 och baseras på den brittiska TV-serien Helgonet från 1962 till 1969.

## Handling
Simon Templar, en föräldralös pojke som växte upp i en katolsk skola i fjärran östern, har vare sig någon riktig familj eller riktigt hem. Men som vuxen har han blivit en elegant gentlemannatjuv som kallar sig själv "The Saint" (Helgonet). Han befinner sig nu i Moskva för att stjäla ett mikrochip från den ryske miljonären Ivan Tretjak. Ivan, som är en fullblodsnationalist, planerar att åstadkomma en oljekris i Moskva för att gripa makten i den redan kalla staden. Simon, som grips på bar gärning av Tretjaks son Ilja, får i uppdrag att stjäla en formel från den amerikanska forskaren Dr. Emma Russell som ska ge människorna en tryggare framtid. Men uppdraget blir svårare än vad Simon hade tänkt sig, då han börjar bli kär i Dr. Russell.

## Om filmen
Filmen är inspelad bland annat på Röda torget i Moskva, Ryssland och i Kent, London, Pinewood Studios samt Oxfords universitet i England.

## Rollista (urval)
- Val Kilmer - Simon Templar
- Elisabeth Shue - Dr. Emma Russell
- Rade Šerbedžija - Ivan Tretjak
- Valeri Nikolajev - Ilja Tretjak
- Henry Goodman - Dr. Lev Botvin
- Alun Armstrong - Inspector Teal
- Michael Byrne - Vereshagin
- Jevgenij Lazarev - President Karpov